# USS Wahoo (SS-238)
«Воху» (англ. USS Wahoo (SS-238)) – підводний човен військово-морських сил США типу «Гато», котрий взяв участь у бойових діях Другої Світової війни.
Човен спорудили на належній ВМС США верфі Mare Island Naval Shipyard у Вальєхо, штат Каліфорнія. Після проведення випробувань та тренувань, «Воху» 12 серпня 1942-го вирушив до Перл-Гарбору, куди прибув 18 серпня.

## Походи
Всього човен здійснив сім бойових походів

### 1-й похід
Тривав з 23 серпня по 17 жовтня 1942-го та завершився поверненням до Перл-Гарбору. «Воху» патрулював західніше від атолу Трук (центральні Каролінські острови), звідки до лютого 1944-го провадились головні бойові операції та постачались гарнізони у південно-східному секторі фронту (Соломонові острови, Нова Гвінея, Мікронезія). Тут човен безрезультатно атакував два судна (на «Воху» претендували на потоплення одного, проте післявоєнне дослідження документів не підтвердило цього), при цьому 20 вересня  торпеда влучила у транспорт Окіцу-Мару, але не здетонувала. Тако "Воху" двічі не зміг зайняти положення для атаки по військових кораблях – гідроавіаносцю «Тійода» (провадив доставку міні-субмарин для атак на Гуадалканал) та невідомій цілі, визначеній як авіаносець.

### 2-й похід
8 листопада 1942-го «Воху» вийшов для бойового патрулювання на Соломонових островах. 10 грудня за півтори сотні кілометрів на північ від острова Бугенвіль він зустрів конвой із трьох суден під охороною есмінця та потопив вугільник "Камой-Мару". Через чотири доби «Воху» зустрів підводний човен та претендував на його потоплення, проте цей результат не знайшов підтверджень. 26 грудня «Воху» завершив похід у Брисбені на східному узбережжі Австралії.

### 3-й похід
16 січня 1943-го човен вирушив для дій біля північного узбережжя Нової Гвінеї. 24 січня між островами Кейреру та Машу, за два з половиною десятки кілометрів на північний захід від Веваку, «Воху» торпедував та важко пошкодив есмінець «Харусаме». Кіль останнього був майже перебитий і судно викинулось на берег щоб запобігти затопленню. Втім, в кінці лютого «Харусаме» відбуксирували на Трук для ремонту (у підсумку цей есмінець буде потоплений авіацією в червні 1944-го все біля тієї ж Нової Гвінеї). 26 січня в районі за вісімсот кілометрів на північний захід від Веваку та на такій же відстані на південний схід від Палау (важливий транспортний хаб на заході Каролінських островів, котрий відігравав провідну роль у постачання японських сил на Новій Гвінеї) «Воху» атакував конвой із кількох транспортів, котрі йшли без охорони. В результаті були потоплені два вантажні судна, при цьому разом з Буйо-Мару загинуло 87 японців та 195 військовополонених індійців (всього на судні перебувало 1126 військовослужбовців та 269 індійців). Також було досягнуто попадання у танкер Пасифік-Мару, за яким «Воху» влаштував погоню, проте, перебуваючи у підводному положенні, не зміг наздогнати (у підсумку Пасифік-Мару буде потоплений підводним човном, але у жовтні 1944-го). 28 січня човен спробував обстріляти фосфоритову копальню на острові Фаїс (західна частина Каролінського архіпелагу), проте у підсумку командир субмарини відмовився від атаки через появу японського судна. 7 лютого «Воху» прибув до Перл-Гарбору.

### 4-й похід
23 лютого 1943-го човен вийшов з Перл-Гарбору, через чотири доби пройшов бункерування на атолі Мідвей, після чого попрямував до району бойового патрулювання у Жовтому морі поблизу Дайрену (зараз Далянь) та устя Ялуцзян. Перебування тут для підводного човна несло підвищений ризик, оскільки глибини не перевищували трьох половиною десятків метрів. Втім, рейд виявився надзвичайно вдалим і з 19 по 29 березня «Воху» потопив вісім транспортних суден, що було рекордним для одного походу (за іншими даними, перемог було сім, а судно Кова-Мару лише отримало пошкодження). Майже всі вони були знищені торпедами, проте невелике судно Сацукі-Мару потопили артилерійським вогнем. 6 квітня «Воху» прибув на Мідвей.

### 5-й похід
25 квітня 1943-го човен вийшов з бази та попрямував до Курильських островів. Японського архіпелагу. Спершу «Воху» провела розвідку острова Матуа (тут знаходилась значна база з кількома аеродромами та великим гарнізоном), після чого попрямувала уздовж острівної гряди на південний захід. 4 травня човен провадив розвідку північно-східного завершення острова Еторофу, після чого вийшов на перехоплення гідроавіаносця «Кімікава-Мару», по якому випустили три торпеди. Одна з них пройшла повз ціль, тоді як дві інші потрапили у неї, проте не здетонували (у підсумку цей корабель буде потоплений підводним човном, проте у жовтня 1944-го поблизу Філіппін). Далі «Воху» перейшов на тисячу кілометрів південніше та наприкінці першої декади травня біля східного узбережжя Хонсю потопив три транспортні судна. 21 травня човен досяг Перл-Гарбору, звідки вирушив для ремонту на верф Mare Island Navy Yard (Вальєхо, Каліфорнія). Назад на Гаваї він повернувся 27 липня.

### 6-й похід
2 серпня 1943-го човен вийшов з Перл-Гарбору, через чотири доби пройшов бункерування на атолі Мідвей, після чого попрямував до району бойового патрулювання у Охотському морі, до якого увійшов через протоку Еторофу. Тут «Воху» здійснив цілий ряд атак та випустив десять торпед, проте не досяг жодного успіху, ймовірно, через дефекти самих торпед (втім, 19 серпня в районі протоки Лаперуза «Воху» знищив артилерійським вогнем три сампани). Отримавши наказ повертатись на базу, човен 25 серпня прибув на Мідвей, а 29 серпня перейшов до Перл-Гарбору).

### 7-й похід
2 серпня 1943-го «Воху» вийшов з Перл-Гарбору, через чотири доби пройшов бункерування на атолі Мідвей, після чого знову вирушив в район Японського архіпелагу. 21 березня в Охотському морі за півтори сотні кілометрів на північний захід від острова Ітуруп човен потопив велике риболовне судно Хокусей Мару (1394 GRT). Далі човен через протоку Лаперуза проникнув до Японського моря. 25 березня за сотню кілометрів від західного входу до протоки Цугару (відділяє Хоккайдо від Хонсю) ймовірно саме «Воху» торпедував і потопив переобладнаний канонерський човен Тайко-Мару (2958 GRT). Існує версія, що цей успіх належить субмарині Pompano, проте остання повинна була діяти біля східного узбережжя Хонсю. В подальшому Тайко-Мару підняли і він продовжив службу, допоки в липні 1944-го не був знищений підводним човном в морі Банда.
З 29 січня по 9 жовтня, діючи біля узбережжя Кореї, «Воху» потопив чотири транспортні судна. При цьому разом із потопленим 5 жовтня у Цусімській протоці судном «Конрон-Мару» загинуло більше п’ятисот осіб.

## Обставини загибелі
11 жовтня 1943-го під час проходу у зворотному напрямку із Японського моря через протоку Лаперуза «Воху» обстріляли з мису Соя (Хоккайдо). Далі протичовновий літак помітив на поверхні нафтову пляму, після чого японці скинули з кораблів та літаків численні глибинні бомби. Цей бій став останнім для «Воху», який загинув разом з усім екіпажем.
Оскільки американське командування не знало всіх обставин, вирішили, що для «Воху» стали фатальними виставлені на вході до Японського моря мінні загородження. Як наслідок, наступне вторгнення підводних човнів США у цю акваторію відбулось лише в липні 1945-го, коли субмарини були вже обладнані пристроями для виявлення мін.

## Бойовий рахунок
| Дата       | Назва          | Тип                | Тоннаж | Місце             |
| 10.12.1942 | Камой-Мару     | вантажне           | 5 355  | 4°56'S 154°58'E   |
| 26.01.1943 | Буйо Мару      | транспорт          | 5447   | 1°55'N 139°14'E   |
| 26.01.1943 | Фукуєй Мару №2 | вантажне           | 1901   | 1°55'N 139°14'E   |
| 19.03.1943 | Дзоген Мару    | вантажне           | 1428   | 38°29'N 122°19'E  |
| 19.03.1943 | Кова Мару      | транспорт          | 3217   | 38°27'N 122°18'E  |
| 21.03.1943 | Ніццу Мару     | вантажне           | 2183   | 38°5'N 124°33'E   |
| 21.03.1943 | Ходзан Мару    | вантажне           | 2260   | 38°11'N 124°33'E  |
| 23.03.1943 | Тейшо Мару     | вантажне           | 9849   | 39°1'N 122°25'E   |
| 24.03.1943 | Такаосан Мару  | вантажне           | 2076   | 38°13'N 123°24'E  |
| 25.03.1943 | Сацуки Мару    | вантажне           | 827    | 38°10'N 123°26'E  |
| 29.03.1943 | Ямабато Мару   | вантажне           | 2556   | 30°26'N 129°41'E  |
| 07.05.1943 | Тамон Мару №5  | вантажопасажирське | 5260   | 40°5'N 141°53'E   |
| 09.05.1943 | Такао Мару     | вантажопасажирське | 3204   | 38°57'N 141°49'E  |
| 09.05.1943 | Дзимму Мару    | вантажне           | 1912   | 38°57'N 141°49'E  |
| 21.09.1943 | Хокусей Мару   | риболовне судно    | 1394   | 45°45'N, 145°46'E |
| 29.09.1943 | Масакі Мару №2 | вантажне           | 1238   | 40°0'N 130°0'E    |
| 05.10.1943 | Конрон Мару    | транспорт          | 7908   | 34°0'N 130°0'E    |
| 06.10.1943 | Канко Мару     | вантажопасажирське | 1283   | 37°18'N, 129°33'E |
| 09.10.1943 | Ханкоу Мару    | вантажне           | 2995   | 37°18'N 129°33'E  |